# ذا والتونز
ذا والتونز (بالإنجليزية: The Waltons) هو مسلسل دراما تم إنتاجه في الولايات المتحدة. بدأ عرضه في سنة 1972 على سي بي إس. بلغ عدد مواسم المسلسل 9 مواسم، بلغ عدد حلقاته 221 حلقة، وتبلغ مدة الحلقة الواحدة 48 دقيقة. تم بث المسلسل لأول مرة بتاريخ 14 سبتمبر 1972 بينما تم بث آخر حلقة منه بتاريخ 4 يونيو 1981 بعد أن استمر لقرابة 9 أعوام. من بطولة رالف وايت، اريك سكوت، دايفيد هاربر وروني كلير إدواردز. فاز المسلسل بعدة جوائز.

## الجوائز
- جائزة إيمي لأفضل مسلسل دراما
- جائزة غولدن غلوب لأفضل مسلسل دراما
- جائزة بيبودي

## وصلات خارجية
- ذا والتونز على موقع IMDb (الإنجليزية)
- ذا والتونز على موقع ميتاكريتيك (الإنجليزية)
- ذا والتونز على موقع الموسوعة البريطانية (الإنجليزية)
- ذا والتونز على موقع روتن توميتوز (الإنجليزية)
- ذا والتونز على موقع كينوبويسك (الروسية)
- ذا والتونز على موقع ألو سيني (الفرنسية)
- ذا والتونز على موقع قاعدة بيانات الفيلم (الإنجليزية)

- الموقع الرسمي